# Georg Hermann

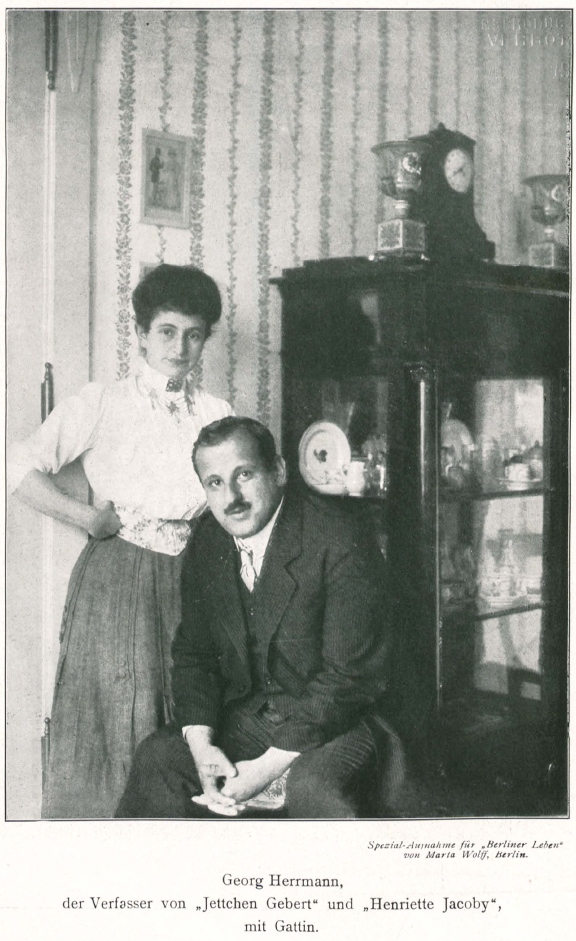
Georg Hermann mit seiner Ehefrau, 1908. Foto von Marta Wolff

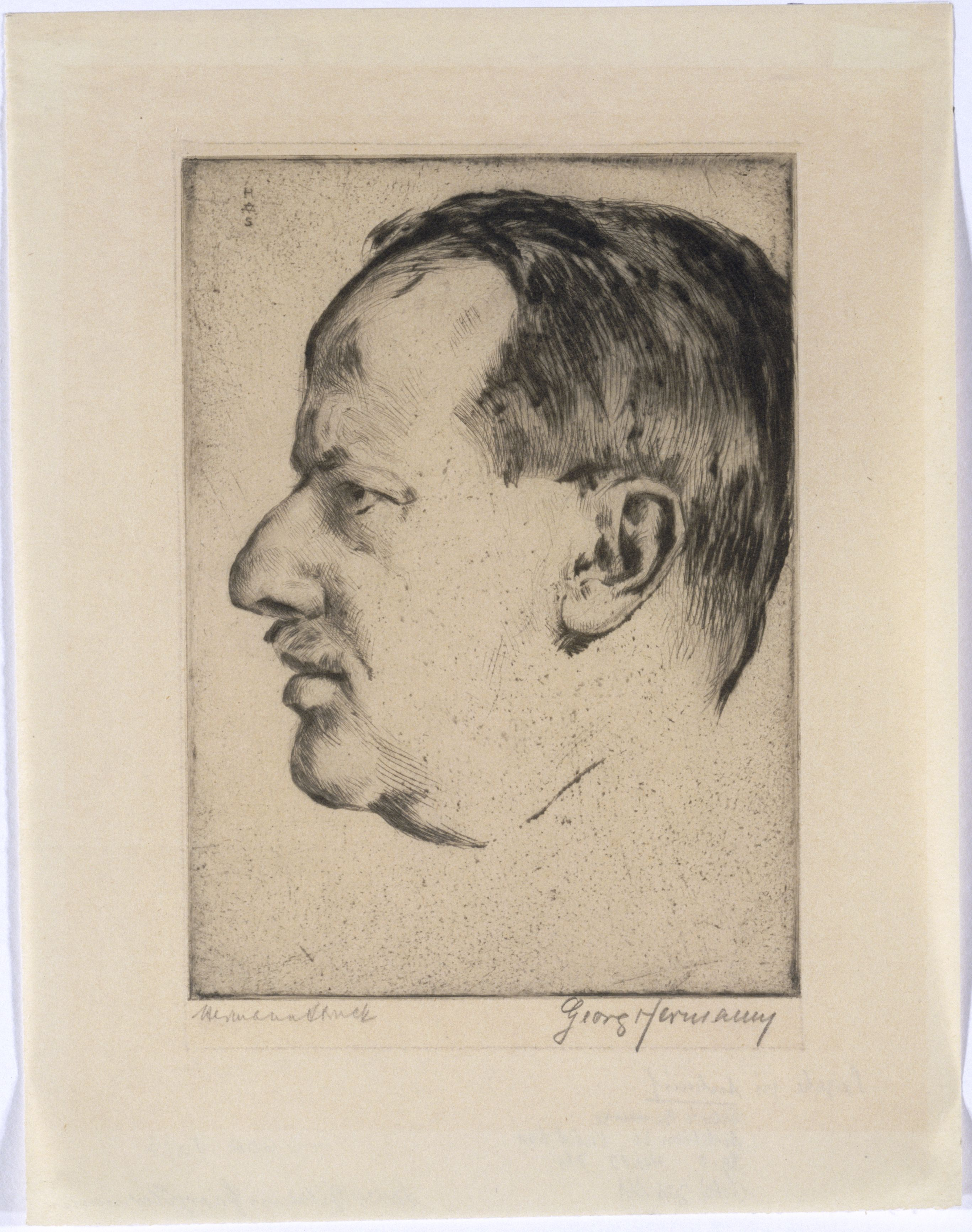
Porträt von Georg Hermann, Künstler: Hermann Struck

Georg Hermann,  eigentlich Georg Hermann Borchardt (geboren am 7. Oktober 1871 in Berlin; gestorben am 19. November 1943 im KZ Auschwitz-Birkenau) war ein deutscher Schriftsteller und ein jüdisches Opfer des Holocaust. 

## Leben

### Familie und Jugend
Georg Hermann wurde 1871 als jüngstes von sechs Kindern einer alteingesessenen jüdischen Familie in Berlin mit dem Namen Georg Borchardt geboren. Der gewählte Name Hermann war der Vorname seines Vaters, „dessen Leben und Sterben das harte Leben und bittere Sterben des hoffnungslos Unterliegenden war.“ Den Namen des Vaters sollte er wieder zu Ehren bringen – so Georg Hermann Borchardt zur Wahl seines Pseudonyms. 
Der Ägyptologe und Archäologe Ludwig Borchardt war sein Bruder. Georg Hermann arbeitete als kaufmännischer Lehrling und besuchte von 1896 bis 1899 literarische, kunstgeschichtliche und philosophische Vorlesungen an der Universität Berlin. Später war er beim Statistischen Amt Berlin beschäftigt und schrieb für vierzig Zeitungen und Zeitschriften, vor allem aus dem Ullstein-Verlag.

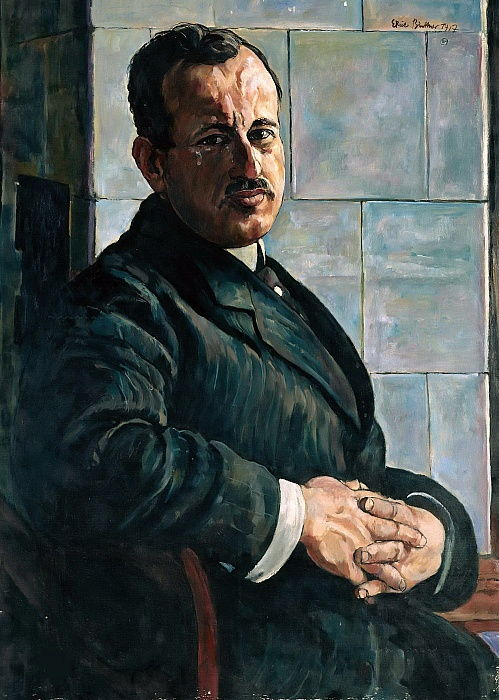
Georg Hermann (1917), gemalt von Erich Büttner

### Schriftsteller
Georg Hermann war im ersten Drittel des 20. Jahrhunderts ein vielgelesener Schriftsteller. Sein literarisches Vorbild war Theodor Fontane, was ihm auch die Bezeichnung „jüdischer Fontane“ eintrug. Die Romane Jettchen Gebert und Henriette Jacoby, die im Berlin der Jahre 1839/40 spielen und ein Bild des liberalen Geistes dieser Zeit in einer jüdischen Familie zeichnen, waren seinerzeit Bestseller und konnten zusammen mehr als 260 Auflagen aufweisen. Die Titelfigur von Jettchen Gebert war inspiriert von Betty Isolani-Perl, der Mutter von Gertrud Isolani. Hermanns andere Romane erreichten nicht die gleiche Popularität.
Georg Hermann war 1909 Mitgründer und 1910–1913 erster Vorsitzender des Schutzverbandes Deutscher Schriftsteller, dem bald fast alle prominenten Schriftsteller deutscher Sprache beitraten.
Hermann zog noch vor Ausbruch des Ersten Weltkriegs nach Neckargemünd, wo er bis 1931 wohnte.

### Verfolgung und Exil
Durch die Nationalsozialisten ständig bedroht, entschloss sich Hermann unmittelbar nach dem Reichstagsbrand Ende Februar/Anfang März 1933, Deutschland zu verlassen. Mit seinen zwei jüngsten Töchtern und seiner geschiedenen Frau ging er nach Holland ins Exil. Georg Hermanns Werke standen auf der Schwarzen Liste und wurden bei den Bücherverbrennungen im Mai 1933 den Flammen übergeben. Im Exil schrieb Hermann unter schwierigen wirtschaftlichen Verhältnissen Eine Zeit stirbt sowie drei weitere Romane. 

Nach der Besetzung durch die deutsche Wehrmacht wurde er Anfang 1943 gezwungen, sich von seinem Wohnort Hilversum nach Amsterdam zu begeben. Aus Amsterdam wurde Hermann mit der Tochter aus zweiter Ehe Ursula und deren Sohn Michael in das Durchgangslager Westerbork und am 16. November 1943 ohne Tochter und Enkel in das KZ Auschwitz deportiert. Der Transport mit 995 Juden aus dem Lager Westerbork – 166 Kinder, 281 Männer und 291 Frauen bis zu 50 Jahren sowie 257 ältere Menschen – erreichte Auschwitz-Birkenau am 17. November 1943. Unmittelbar nach der Selektion an der Alten Rampe wurden 531 Menschen aus diesem Transport, darunter der 72-jährige Georg Hermann, in den Gaskammern getötet. Als Todesdatum gilt bislang der 19. November 1943.

## Gedenkstein und Straßenname
Dem Schriftsteller ist der parkähnliche Georg-Hermann-Garten in Berlin-Friedenau gewidmet. Dieser Garten wurde 1962 als Gedenkort eingeweiht. In seinem Roman Der kleine Gast aus dem Jahr 1925 beschrieb Hermann seinen damaligen Wohnort Friedenau liebevoll als idyllisches Gartenviertel und als „Eldorado der Tonzwerge“. Die Zugänge zum Garten liegen in der Goßlerstraße 24–25 und in der Stubenrauchstraße 6. Der Zugang Bundesallee 79–81 führt jetzt nur noch zur Kindertagesstätte Pestalozzi-Fröbel-Haus. Im Garten wurde ein Gedenkstein für Georg Hermann aufgestellt, der etwas versteckt auf dem eingezäunten Kita-Spielplatz steht. Der Gedenkstein nennt als Todesjahr Hermanns fälschlicherweise 1944 statt 1943.
In Potsdam ist die Georg-Hermann-Allee nach ihm benannt.

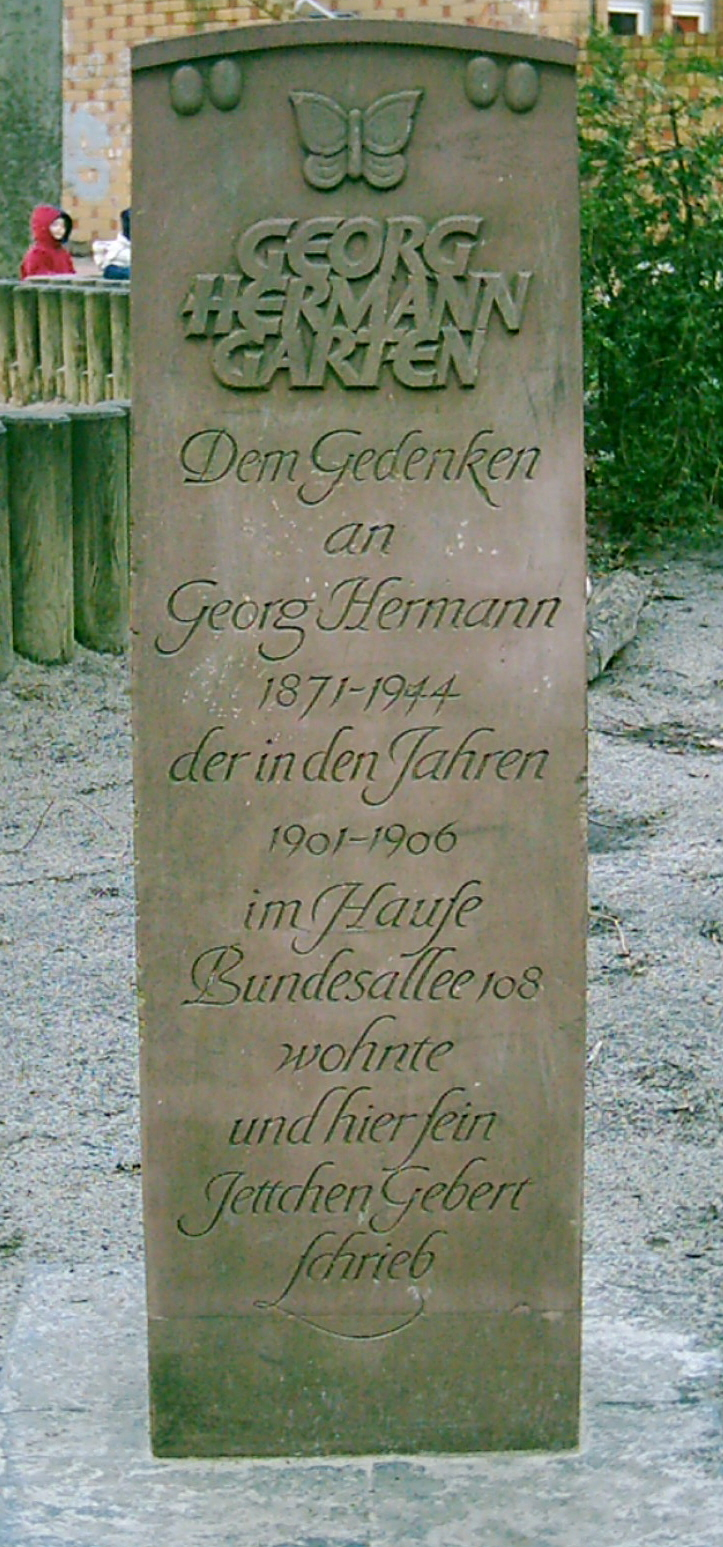
Gedenkstele im Georg-Hermann-Garten
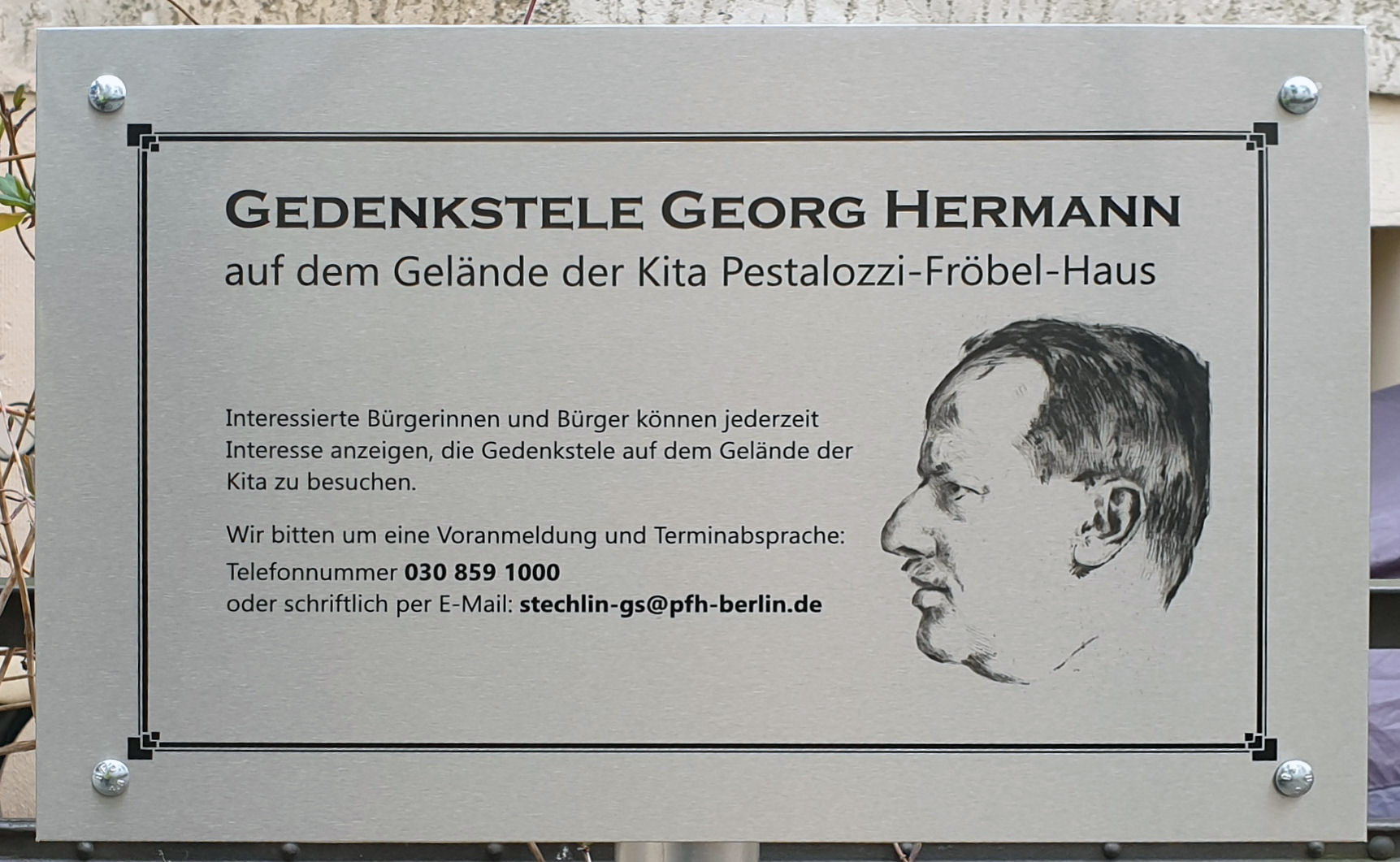
Gedenkstele im Georg-Hermann-Garten in Berlin-Friedenau
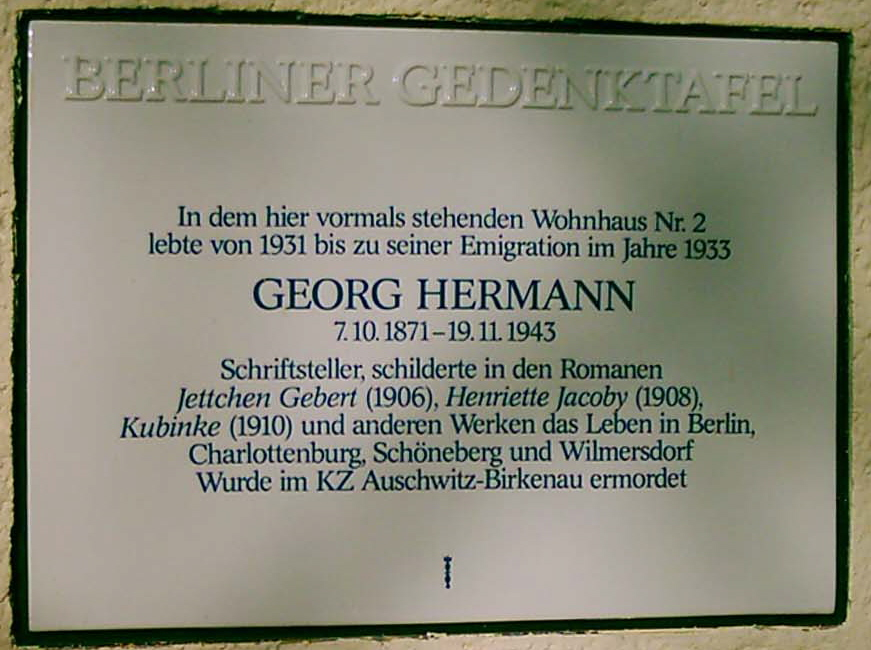
Gedenktafel am Haus Kreuznacher Str. 28 in der Künstlerkolonie Berlin

## Werke

### Romane/Erzählungen
- Spielkinder, 1896. Digitalisiert von der Zentral- und Landesbibliothek Berlin, 2020. URN urn:nbn:de:kobv:109-1-15418197
- Modelle, 1897
- Die Zukunftsfrohen, 1898
- Aus dem letzten Hause, 1900
- Jettchen Geberts Geschichte, 1906–1909 (120. Auflage 1927), verfilmt als Jettchen Geberts Geschichte, 1. Teil: Jettchen Gebert (1918)
- Henriette Jacoby, 1908, verfilmt als Jettchen Geberts Geschichte, 2. Teil: Henriette Jacoby (1918)
- Kubinke, 1910 (Die Geschichte eines Berliner Frisörs, 18. Aufl. 1922; zuletzt als 414. Band der Anderen Bibliothek: Georg Hermann: Kubinke. Mit einem Nachwort von Lothar Müller, Berlin, Die Andere Bibliothek 2019, ISBN 978-3-8477-0414-0.)
- Aus guter alter Zeit, 1911
- Die Nacht des Doktor Herzfeld, 1912 (19. Aufl. 1922)
- Heinrich Schön jr., 1915 (26. Aufl. 1922)
- Vom gesicherten und ungesicherten Leben, 1915 (5. Aufl. 1922)
- Der Guckkasten, 1916
- Einen Sommer lang, 4. Aufl. 1917
- Kleine Erlebnisse, 1920
- Schnee, 1921 (über den Weltkrieg)
- Die steile Treppe, 1925
- Der kleine Gast, 1925
- Spaziergang in Potsdam, 1926
- Tränen um Modesta Zamboni, 1927
- Träume der Ellen Stein, 1929
- Grenadier Wordelmann, 1930 (1980 mit Grenadier Wordelmann für das Fernsehen der DDR verfilmt).[8]
- November 18, 1930
- Das Buch Ruth, 1931
- Ruths schwere Stunde, Amsterdam 1934
- Rosenemil, 1935 (verfilmt 1993)
- Der etruskische Spiegel. Zeichnungen von Charles Eyck, Verlag Menno Hertzberger, Amsterdam 1936. Charles Eyck war ein in den Niederlanden sehr bekannter Künstler.
- Nur für Herrschaften, 1949
- Die daheim blieben, (Erstveröffentlichung), herausgegeben und mit einem Nachwort von Godela Weiss-Sussex, Wallstein Verlag, Göttingen 2023, ISBN 978-3835354456

### Dramen
- Der Wüstling, 1911
- Frau Antonie, 1917
- Mein Nachbar Ameise, 1918

### Vorträge und Sonstiges
- Die deutsche Karikatur im 19. Jahrhundert, 1901
- Wilhelm Busch, Berlin 1902
- Skizzen und Silhouetten, Darmstadt 1902
- Moritz Coschell , Berlin 1904
- Max Liebermann, Berlin 1904
- Die Kette, 1917–1934 (fünfbändige Darstellung jüdischen Lebens des Deutschland von 1899–1923)
- Randbemerkungen, 1919 (politische Kommentare, 3. Aufl. 1920)
- Der doppelte Spiegel, Berlin 1926 (polemische Schrift über die Judenproblematik in Deutschland)
- Die Zeitlupe und andere Betrachtungen über Menschen und Dinge (1929)
- Die Juden in der deutschen Kultur[9]
- Eine Zeit stirbt, 1933 (autobiographisch)
- M. B., der unbekannte Fussgänger, 1935 (autobiographisch)
- Weltabschied, 1935 (Essay, Reflexionen über sein eigenes Judentum)

### Werkausgaben
- Georg Hermann. Gesammelte Werke. Berlin und Leipzig, 1922 (5 Bände).
- Georg Hermann. Werke in Einzelbänden. Herausgegeben von Christian Klein. Göttingen: Wallstein 2021ff.
- Georg Hermann. Der etruskische Spiegel. Roman. (Werke in Einzelbänden). Mit einem Nachwort von Christian Klein. Göttingen: Wallstein 2021.
- Georg Hermann. Spielkinder. Roman. (Werke in Einzelbänden). Mit einem Nachwort von Christian Klein. Göttingen: Wallstein 2021.
- Georg Hermann. Jettchen Gebert. Roman. (Werke in Einzelbänden). Herausgegeben und mit einem Nachwort von Christian Klein. Göttingen: Wallstein 2022.
- Georg Hermann. Henriette Jacoby. Roman. (Werke in Einzelbänden). Herausgegeben und mit einem Nachwort von Christian Klein. Göttingen: Wallstein 2022.
- Georg Hermann. Die daheim blieben. Roman. (Werke in Einzelbänden). Herausgegeben und mit einem Nachwort von Godela-Weiss-Sussex. Göttingen: Wallstein 2022.
- Unvorhanden und stumm, doch zu den Menschen noch reden. Briefe aus dem Exil 1933–1941 an seine Tochter Hilde. Mit einem Essay: Weltabschied von Hilde Borchardt. Hrsg. und editorisches Nachwort: Laureen Nussbaum. Mannheim : Persona Verlag, 1991
- Gert Mattenklott, Gundel Mattenklott (Hrsg.): Georg Hermann. Werke und Briefe in 21 Bänden. Verlag Das Neue Berlin, Berlin 1996 bis 2001 (davon 10 Bände erschienen)

### Herausgebertätigkeit
- Das Biedermeier im Spiegel seiner Zeit, Briefe, Tagebücher, Memoiren, Volksszenen und ähnliche Dokumente, Berlin 1913.[10]

### Vorworte
- Felix Eberty: Jugenderinnerungen eines alten Berliners, Berlin 1925

## Zeitschriftenbeiträge (Auswahl)
In: Der sozialistische Arzt
- Stimmen gegen den § 218. 7. Jg. (1931), Heft 4 (April), S. 103 Digitalisat

## Bearbeitungen
- 1918: Jettchen Geberts Geschichte, 1. Teil: Jettchen Gebert (Film von Richard Oswald)
- 1918: Jettchen Geberts Geschichte, 2. Teil: Henriette Jacoby (Film von Richard Oswald)
- 1926: Kubinke, der Barbier, und die drei Dienstmädchen (Film von Carl Boese)
- 1928: Jettchen Gebert (Operette von Walter Kollo)
- 1966: Kubinke (Fernsehfilm von Robert Adolf Stemmle)
- 1978: Jettchen Geberts Geschichte (Drama von Reinhard Baumgart)
- 1980: Grenadier Wordelmann (Fernsehfilm von Hans-Joachim Hildebrandt)
- 1993: Rosenemil (Film von Radu Gabrea)